# Mirabilandia
 Der er for få eller ingen kildehenvisninger i denne artikel, hvilket er et problem. Du kan hjælpe ved at angive troværdige kilder til de påstande, som fremføres i artiklen.

Mirabilandia er en italiensk forlystelsespark, der ligger lidt uden for byen Ravenna i Norditalien.
Parken blev indviet den 4. juli 1992 og har 39 forlystelser. I 2016 havde parken 1.4 millioner besøgende.
44°20′14″N 12°15′48″Ø / 44.33722°N 12.26333°Ø